# 來自硫磺島的信
《來自硫磺島的信》（英語：Letters from Iwo Jima）是一部由克林·伊斯威特所执导，並在2006年時上映的戰爭電影。該片與較早上映的《父辈的旗帜》（Flags of Our Fathers）同樣都是由克林·伊斯威特所執導，兩部片合組成關於二戰中硫磺岛战役的電影二部曲「硫磺島計畫」。不同的是，有別於以美方角度來描述該戰役的《硫磺島的英雄們》，此片讲述的是日方觀點的故事。

## 劇情概要
本片的開頭是2005年，調查隊在硫磺島的一個洞穴裡發現埋藏的包裹，裡頭有數百封信。之後場景來到1944年的硫磺島，駐守當地的日軍正在海岸挖掘壕溝，其中一名士兵西鄉想要寫信給妻子。當時的二戰戰況開始對日軍不利，美軍艦隊攻下了塞班島，接下來將往硫磺島進軍。日本本土無力提供海軍和空軍支援硫磺島，只能下令島上軍隊死守該島。
曾經留美的陸軍中將栗林忠道奉命到硫磺島指揮，在視察全島後，他下令取消在海岸建立防線的常見做法，改採用在內陸迎擊的持久戰策略。其他高階將領不滿栗林的判斷，認為他只會紙上談兵。士兵們開始挖掘山壁，開鑿通道，西鄉結識了被憲兵開除的清水。西鄉在日本有個妻子和還未見過面的女兒，而清水則有個掛念他的母親。栗林也想念妻子和兒子，經常寫信並附上插圖。
之後美軍發動進攻，日軍的防線很快被迫後撤。為了盡可能延長抵抗的時間，栗林下令士兵即使戰敗也不許自盡，應重新集結繼續防禦，但許多營的將領仍鼓勵或迫使屬下集體自殺。栗林派出的傳訊兵無一回歸，因此難以擬定戰略。西鄉和清水違抗自殺命令，努力與其他部隊會合。兩人遇到了中佐西竹一，西竹一下令救助一名中槍的美國士兵，並與他談話。美國士兵最後不治，但西竹一與他的互動使眾日本士兵了解到，美軍並不如他們所認知的不堪。
西竹一因砲擊失明後要求眾人繼續往北撤退，隨後自盡。西鄉與清水開始覺得為日軍送死沒有意義，於是決定偷偷投降。西鄉未能成功逃出，清水雖然投降，但美軍認為帶著戰俘容易成為目標，所以槍斃了清水。西鄉最終與栗林在指揮本營會合，然而經過多天的戰鬥，指揮本營的糧食和水也已用盡。
栗林決定帶著餘下士兵發起敢死衝鋒，請西鄉留下將資料銷毀，並將眾人的信蒐集起來裝成一袋，要西鄉埋好。衝鋒傷亡慘重，栗林的副官將負傷的栗林救到一處海崖。副官原本要幫栗林斬首，但被美軍射殺。西鄉完成栗林的指示，之後正好找到栗林。栗林用美國朋友贈送的M1911手槍自盡前，請西鄉將他埋在不會被美軍找到的地方。
西鄉埋葬栗林的同時，一群美軍發現栗林副官的屍體，其中一人撿起栗林的M1911手槍當作己有。西鄉回來時看到手槍被取走，憤怒地揮舞鏟子試圖搶回。領頭的美軍下令別開槍，其他人將西鄉打昏。西鄉醒來時已躺在美軍的醫療營，他看著夕陽，露出了一絲微笑。
鏡頭轉至2005年，調查隊發現的信就是由西鄉所埋。信散落出來時，觀眾可以聽見寫信者們的聲音。

## 角色
- 渡邊謙：大日本帝國陸軍中將栗林忠道*
- 二宮和也：陸軍一等兵西鄉昇
- 伊原剛志：陸軍中佐西竹一（西男爵）*
- 加瀨亮：陸軍上等兵清水洋一
- ケン・ケンセイ：陸軍少將林貞季（改編自陸軍少將千田貞季*）
- 中村獅童：大日本帝國海軍伊藤大尉
- 長土居政史：海軍少將市丸利之助*
- 裕木奈江：西鄉花子（西鄉昇的妻子）

註：標示「*」符號者為歷史中真實存在人物。

## 得獎／提名紀錄
- 得獎
  - 美國國家電影評論協會（NBR）
    - 2006年最佳影片奖[1]

  - 金球獎
    - 2006年最佳外語片

  - 第79屆奧斯卡金像獎
    - 最佳混音

  - 日本電影金像獎
    - 最佳外語片
- 提名
  - 第79屆奧斯卡金像獎
    - 最佳影片 - 克林·伊斯威特，史提芬·史匹堡，羅伯·羅倫茲（Robert Lorenz）
    - 最佳導演 - 克林·伊斯威特
    - 最佳原著劇本 - 艾瑞絲·山下
    - 最佳音效剪輯 - 艾倫·羅伯·莫瑞（Alan Robert Murray），巴布·亞斯曼（Bub Asman）

  - 金球獎
    - 最佳導演 - 克林·伊斯威特

## 外部連結
- 《來自硫磺島的信》官方網站 （英文）
- 2007年3月1日在香港上映的《硫磺島戰書》 （繁體中文）
- 《硫磺島的英雄們》/《來自硫磺島的信》 日本官方網站 （页面存档备份，存于） （日語）
- 互联网电影数据库（IMDb）上《來自硫磺島的信》的资料（英文）
- 豆瓣电影上《來自硫磺島的信》的資料 （简体中文）